# Rakituma / Preservation Inlet
Das Rakituma / Preservation Inlet ist ein Fjord an der Südwestküste der Südinsel von Neuseeland.

## Geographie
Das als Inlet bezeichnete, ca. 93 km² große und über eine Länge von 36,5 km sowie bis zu einer Breite von maximal 7,5 km verzweigte Gewässer, befindet sich an der Südwestküste der Südinsel und stellt zusammen mit dem Otago Retreat das südlichste aller Meeresarme von Fiordland an der Westküste dar. Der nordöstlich gelegene Isthmus Sound ist ebenfalls Teil des als Inlet bezeichneten Gewässers. Der weiter nordöstlich gelegene Te Awaroa / Long Sound verfügt über einen schmalen Zugang zum Rakituma / Preservation Inlet und an seiner südwestlichen Seite öffnet sich das Inlet auf einer Breite von rund 2,9 km zur Tasmansee. Die maximale Tiefe des Gewässers, das über eine Einzugsgebiet von 562 km² verfügt, beträgt 371 m.

## Historisches Gebiet
Das Rakituma / Preservation Inlet gehört zum Fiordland National Park und bekam im September 2015 vom Heritage New Zealand den Status eines historischen Gebietes verliehen.
Neben der Bedeutung des Gewässers für den Māori-Stamm der Ngai Tahu und den Zeugnissen der  Traditionen und Lebensweisen ihrer Vorfahren, beinhaltet das Gebiet auch historische Nachweise von den Reisen der frühesten europäischen Entdecker und der Bewohner Neuseelands. Daneben gibt das Gebiet einen Einblick in die ersten kommerziellen Industrien, die zu frühen Kontakten zwischen Māori und Europäer führten.

## Inseln/Inselgruppen
Innerhalb vom Rakituma / Preservation Inlet befindet sich folgenden Inseln bzw. Inselgruppen:
- Split Islands – 3,83 ha
- Single Tree Island – 2,25 ha
- Cording Islands – 37,8 ha
- Coal Island – 11,89 km²
- Steep-to Island – 57,4 ha
- Round Island – 2,1 ha
- Weka or Long Island – 102,8 ha
- Cemetry Island – 0,75 ha
- eine Namenlose Insel – 0,47 ha[4]

## Buchten
Von Norden im Uhrzeigersinn gesehen sind folgende Buchten Teil des Rakituma / Preservation Inlet:
- Welcome Bay
- Seek Cove
- Cuttle Cove
- Brokenshore Bay
- Kisbee Bay
- Fishing Bay[4]

## Marine Reserve
Ein kleiner Teil des nordöstlichen Teils des Rakituma / Preservation Inlet inklusive dem Isthmus Sound und bis hinein in den kompletten Te Awaroa / Long Sound wurde als  Marine Reserve im Jahr 2005 unter dem Namen Te Tapuwae o Hua (Long Sound) Marine Reserve unter Schutz gestellt. Das Gebiet mit einer Fläche von 36,72 km² ist das größte seiner Art in Fiordland.